# اورینوکو باشکوه
«اورینوکو باشکوه» (فرانسوی: Le Superbe Orénoque‎) یک کتاب از ژول ورن است که توسط پیر-ژول اتزل منتشر شد. این رمان در سال ۱۸۹۸ به عنوان بخشی از نوشته‌های دنباله دار سفرهای شگفت‌انگیز می‌باشد.